# Uralvagonzavod
Uralvagonzavod (del ruso: Научно-производственная корпорация УралВагонЗавод) Es un fabricante ruso de maquinaria para la producción y construcción de productos metalúrgicos especiales, con sede en la ciudad de Nizhni Taguil, Rusia. Se considera uno de los mayores centros de investigación científica e industrial en su campo dentro de la Federación Rusa.
 y el mayor productor de tanques del mundo.
El nombre completo de la compañía es Corporación científico-industrial "UralVagonZavod" Cia. Ltda. (ОАО «Научно-производственная корпорация «УралВагонЗавод»). Es una compañía pública limitada. El nombre UralVagonZavod (en ruso: Уралвагонзавод: Урал-Ural / Вагон-Vagon / Завод-Zavod) es la abreviación de la razón social para «Factoría de vagones para tren de los Urales» (Ural Vagon Fábrica).

## Historia

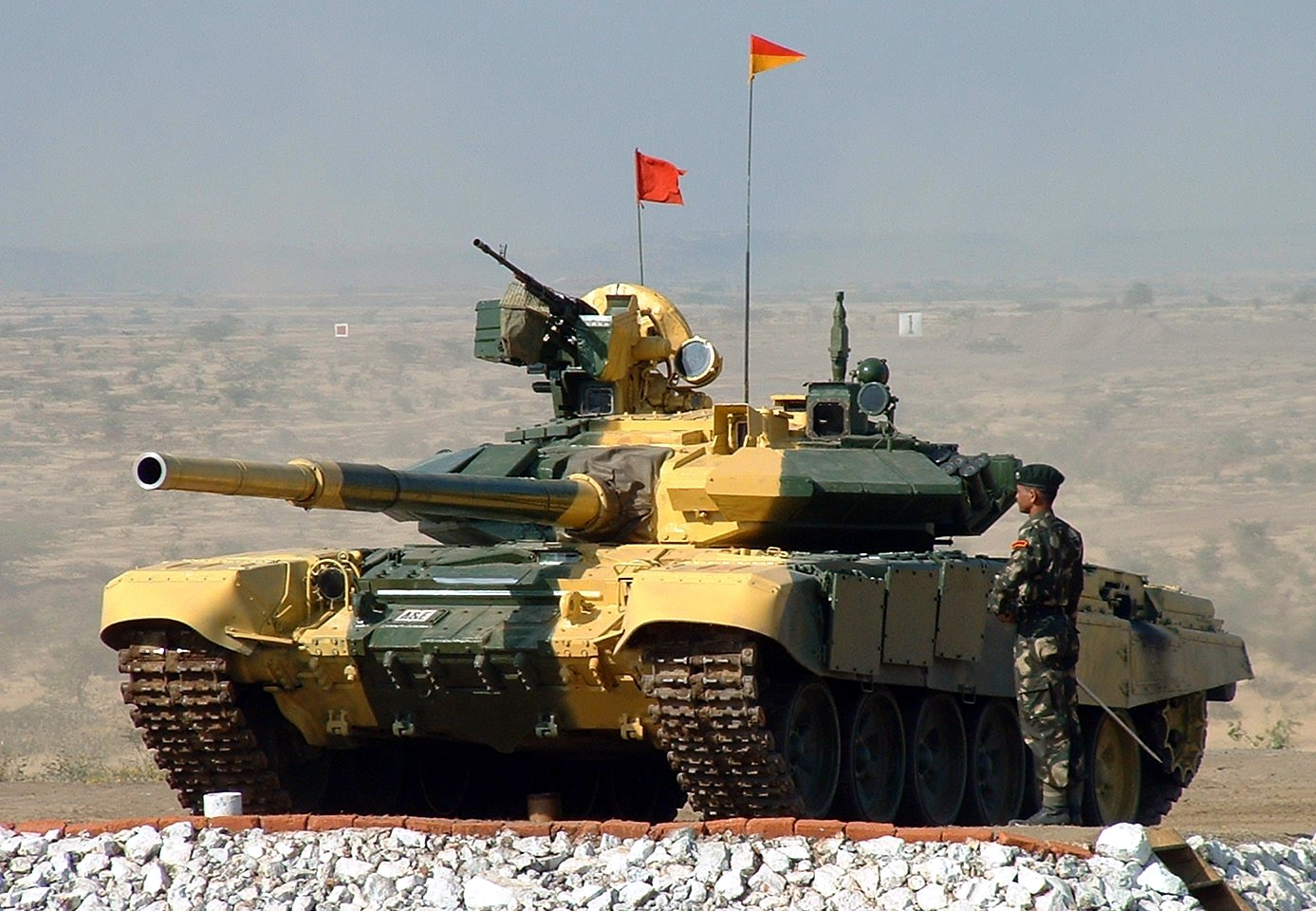
Un T-90 del ejército indio, uno de los principales productos de la fábrica Uralvagonzavod.

La planta original se construyó en el periodo entre 1931 a 1936 (durante el segundo plan quinquenal), lanzado en octubre 11 del año de 1936, y nombrada después de su inauguración como la Planta Industrial Félix Dzerzhinsky. Inicialmente manufacturaba vagones para trenes.
Después de la invasión de Rusia por Alemania en 1941, Stalin ordenó la evacuación de cientos de fábricas de Ucrania y el oeste de Rusia hacia el este.
La Fábrica No. 183 con sede en Járkov sería trasladada en ferrocarril hasta Nizhny Tagil, y fusionada con el complejo industrial de Dzerzhinsky, para conformar la Fábrica de Tanques de los Urales de Stalin No. 183, y durante la Segunda Guerra Mundial se convertiría en el mayor productor de tanques en el mundo, por la gran cifra de producción del modelo T-34.
Después de la guerra, la producción de dichos tanques se reduciría, y gran parte de las tareas y obras de producción y diseño de vagones para trenes se trasladarían de nuevo a la Planta de motores diésel de Járkov No. 75 durante el periodo de 1945 a 1951.
El 27 de diciembre de 2016, UralVagonZavod fue transferida al conglomerado estatal Rostec mediante de un decreto presidencial.

### Operaciones
Los productos que mayoritariamente se producen en dicha factoría son materiales ferroviarios, tanques y vehículos blindados, vehículos para las obras de pavimentación de vías, productos metalúrgicos, herramientas y bienes de consumo vario para el común.

#### Material militar
En el año 2008, Uralvagozavod produjo cerca de 175 tanques: 62 T-90A para el Ministerio de Defensa de Rusia, 60 T-90S para la India y cerca de 53 T-90SA para Argelia. Esto le representa un alto nivel de producción a la planta Uralvagonzavod y en Rusia es la única empresa que desde 1993 sostiene dicha clase de fabricación.

#### Material ferroviario
Los vagones de tren y otros productos de uso civil fueron unos 2/3 del total de la producción de la compañía en el año 2008.

#### Desarrollo e investigación
La compañía es uno de los líderes en Rusia en el desarrollo y la manufactura de maquinaria de alta calidad y de producción de partes con tecnología de clase mundial, es incluso un destacado constructor de maquinaria de precisión, así como es líder en la construcción de maquinaria y adaptaciones para tractores para uso agrícola y usos varios.

## Actualidad
En su estructura corporativa, la firma agrupa a más de 40 compañías de Rusia. En el año 2016, sus ventas totales de la compañía fueron de 2095 millones de dólares.